# Éva Dónusz
Éva Dónusz (ur. 29 września 1967 w Vácu) – węgierska kajakarka, dwukrotna medalistka olimpijska z Barcelony.
Na igrzyskach startowała dwukrotnie (IO 92, IO 96), sięgając po medale w 1992. Triumfowała w czwórce i zajęła trzecie miejsce w dwójce - partnerowała jej Rita Kőbán. Ma w dorobku szereg medali mistrzostw świata, wywalczonych na różnych dystansach w latach 1989-1998. Triumfowała w 1994 (K-4 200 m), sięgnęła po osiem srebrnych krążków (K-2 500 m: 1989, 1990, 1991; K-2 5000 m: 1990, 1993; K-4 500 m: 1990, 1991, 1994) i trzy brązowe (K-1 200 m: 1998, K-4 500 m: 1993, 1995).